# Tropicus aratus
Tropicus aratus är en skalbaggsart som beskrevs av Miller 1992. Tropicus aratus ingår i släktet Tropicus och familjen strandgrävbaggar. Inga underarter finns listade i Catalogue of Life.